# Strimmig smalvingemätare
Strimmig smalvingemätare, Plagodis dolabraria är en fjärilsart som beskrevs av Carl von Linné 1767. Strimmig smalvingemätare ingår i släktet Plagodis och familjen mätare, Geometridae. Arten är reproducerande i Sverige. Två underarter finns listade i Catalogue of Life, Plagodis dolabraria costisignata Wehrli, 1939 och Plagodis dolabraria violacea Wehrli, 1939.

## Bildgalleri

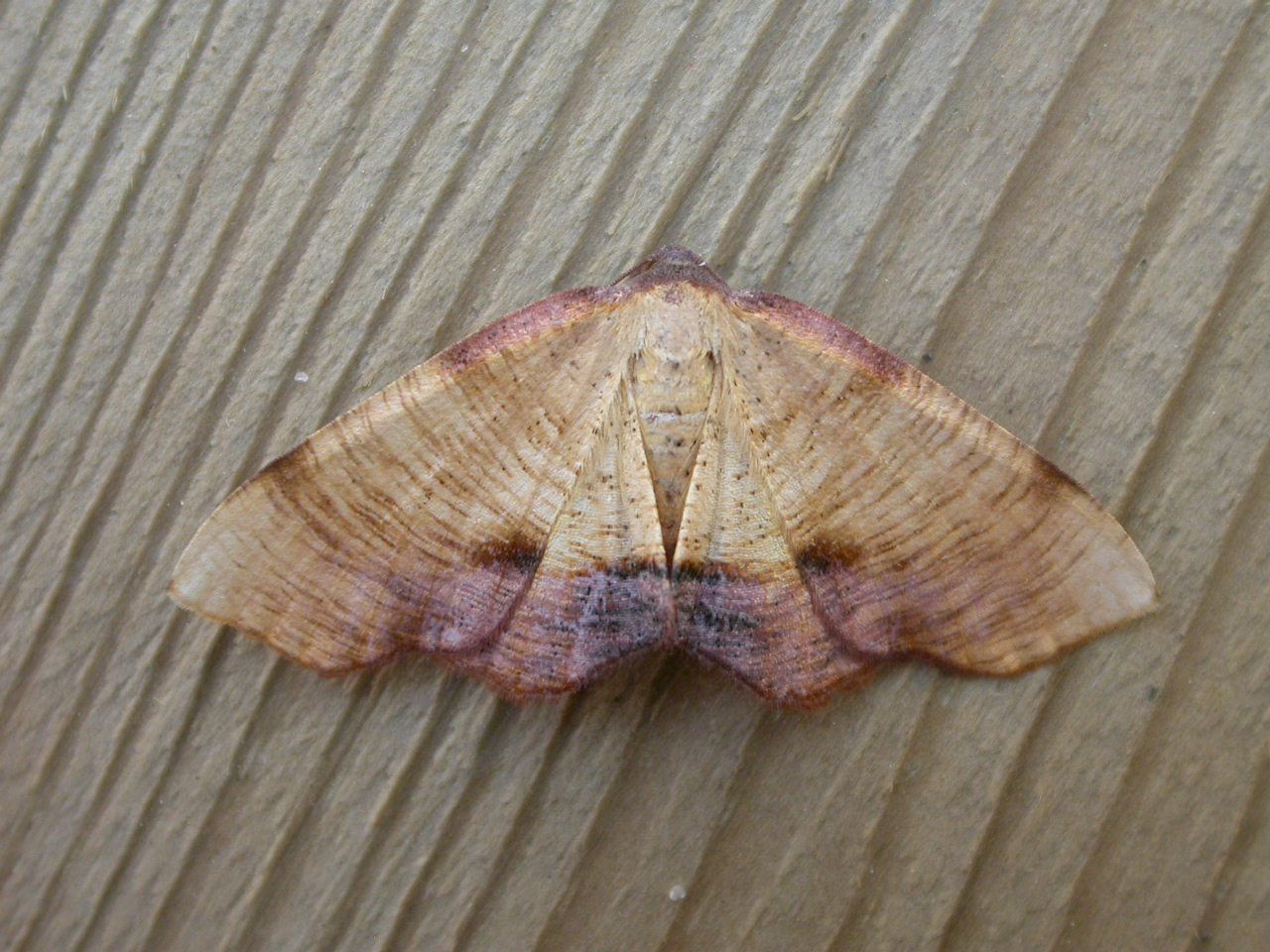
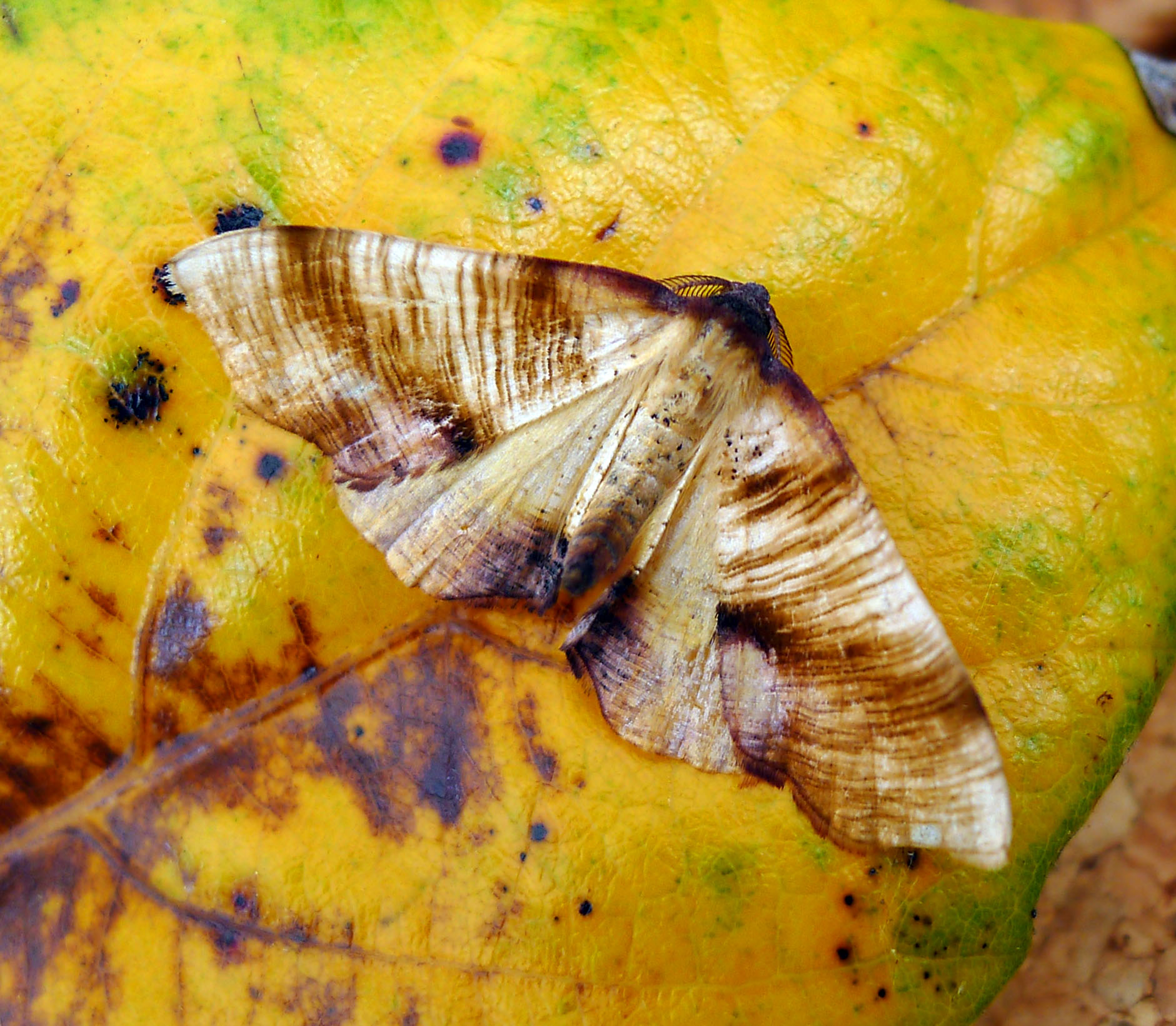
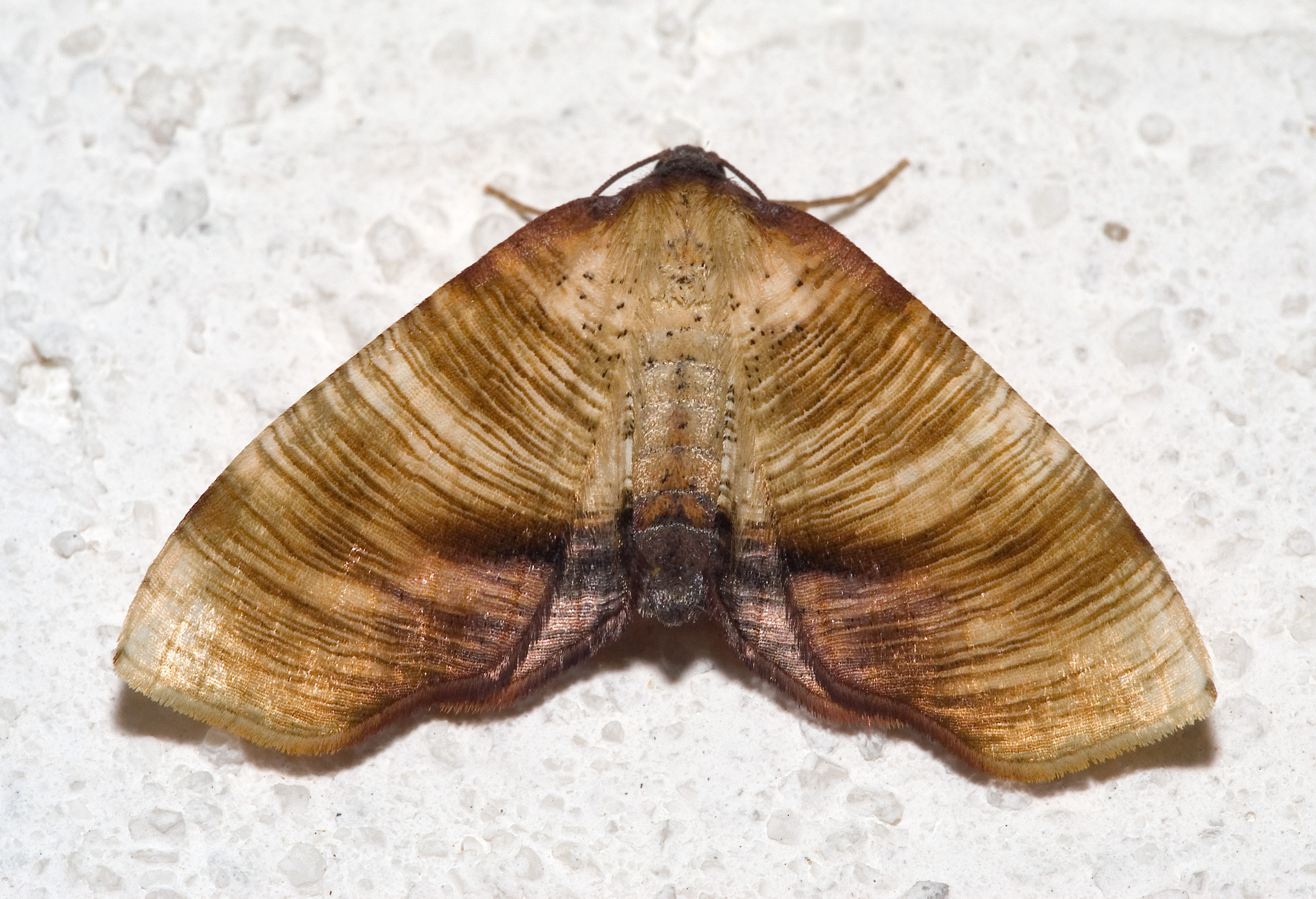
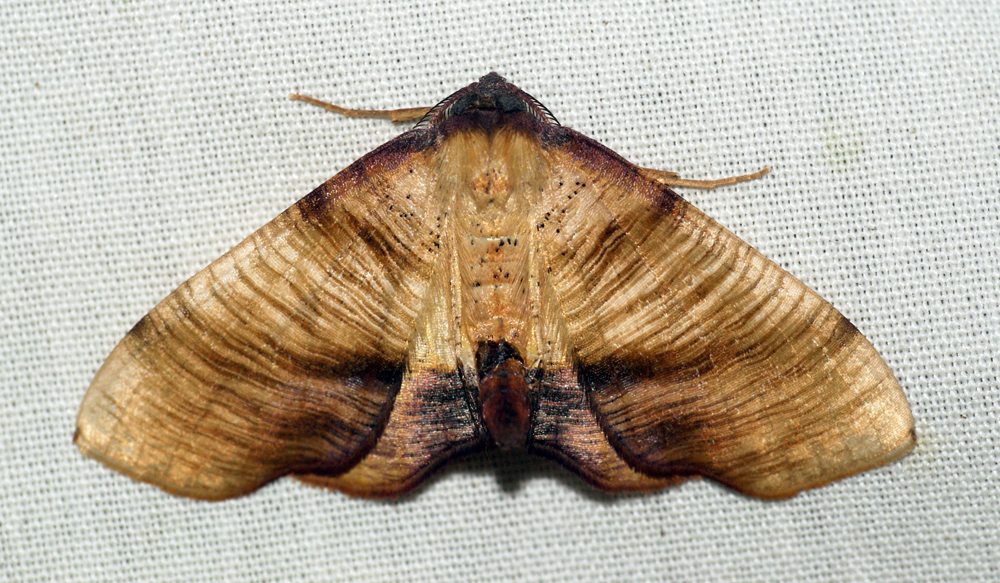